# Cubocephalus montanus
Cubocephalus montanus är en stekelart som först beskrevs av Johann Ludwig Christian Gravenhorst 1829.
Cubocephalus montanus ingår i släktet Cubocephalus och familjen brokparasitsteklar. Inga underarter finns listade i Catalogue of Life.